# Tucà vitel·lí
El tucà vitel·lí o tucà ariel (Ramphastos vitellinus) és una espècie d'ocell de la família dels ramfàstids (Ramphastidae) que habita la selva humida de l'est de Veneçuela, Guaiana, Trinitat i nord-oest del Brasil amazònic.

## Taxonomia
Aquesta espècie, segons diversos autors, està formada per tres subespècies:
- R. v. vitellinus Lichtenstein, MHK, 1823. Veneçuela, Guaianes i nord de Brasil al nord de l'Amazones, Trinidad
- R. v. culminatus Gould, 1833. Alta Amazònia, des de l'oest de Veneçuela fins al nord de Bolívia.
- R. v. ariel Vigors, 1826. Centre i est de Brasil al sud de l'Amazones.

Altres autors però consideren que es tracta d'espècies diferents:
- tucà vitel·lí (Ramphastos vitellinus) sensu stricto.
- tucà de culmen groc (Ramphastos culminatus).
- tucà ariel (Ramphastos ariel).